# مارا كارليل
مارا كارليل (بالإنجليزية: Mara Carlyle)‏ هي مغنية ومغنية مؤلفة بريطانية، ولدت في عقد 1970.

## وصلات خارجية
- مارا كارليل على موقع ميوزك برينز (الإنجليزية)
- مارا كارليل على موقع ديسكوغز (الإنجليزية)